# Paolo List
Paolo List (Casalbuttano ed Uniti, 2 maggio 1963 – Ripalta Cremasca, 28 marzo 2016) è stato un calciatore italiano, di ruolo difensore.

## Biografia
Malato di sclerosi laterale amiotrofica, è scomparso nel 2016 all'età di 52 anni.

## Carriera
Cresce nel Pergocrema, debuttando in Serie C1 a 16 anni e poi giocando con continuità in due stagioni di Serie C2. Nel 1983 passa al Foggia dove gioca due anni in Serie C1. In seguito dopo un anno in Serie C2 al Jesi, gioca per due stagioni di Serie C1 al Monopoli.
Nel 1988 fa ritorno al Foggia dove al primo anno conquista la promozione in Serie B e poi dopo due stagioni cadette, contribuisce alla vittoria del campionato 1990-1991 ed alla conseguente promozione in Serie A. List non giocherà mai in massima serie visto che nell'estate 1991 passa al Bologna dove gioca le sue ultime due stagioni nella serie cadetta.
La sua ultima stagione professionistica sarà nel Palazzolo nella Serie C2 1995-1996.
Ha totalizzato 120 presenze in Serie B, segnando 10 reti.

## Palmarès
- Campionato italiano di Serie B: 1

Foggia: 1990-1991